# Galac (Hunyad megye)

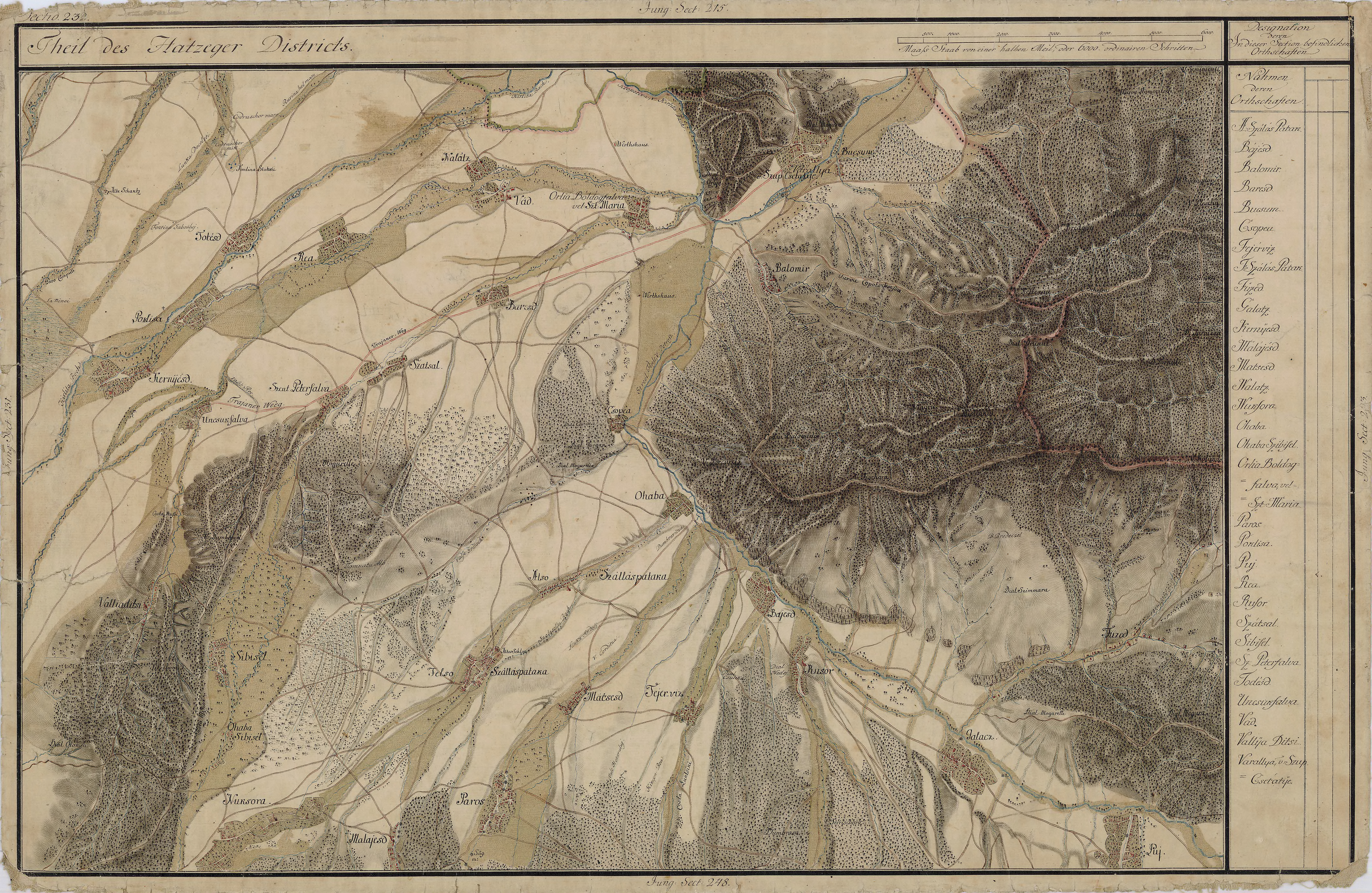
Galac egy régi térképen

Galac románul: Galați, falu Romániában, Erdélyben, Hunyad megyében.

## Fekvése
Hátszegtől délkeletre, a Sztrigy partján fekvő település.

## Története
Galac, Sztrigygalac nevét 1447-ben említette először oklevél p. Galacz néven. 1519-ben Galacz, 1733-ban Galatz, 1808-ban Galacz, Galtz, Galáczu, 1861-ben Gelátz, 1913-ban Galac néven írták.
1523 Galaacz birtokosai a Kendefi, Kenderesi, Borbátvízi, Galaczi, Galaczi Buda, Csob, Vitéz, Volk Kernesdi, Brezovai családok birtoka volt. 1533–1539 között Galaczi Móré Péter gyalui várnagy és udvarbíró volt birtokosa. 1533-ban Galaczy Péter, a gyalui vár udvarbírája és várnagya - testvérei: Galaczy János, László, Kristóf és jegyese: Branyicskai néhai Skaricza Gergely leánya: Petronella nevében is – kiegyezett Németi Nemes Jánossal és Németi Mikolczi Jánossal a Kaján, Németi, Kiskaján, Mezed, Bezsán, Hosszúliget, Kıfalu és Pusztafalu birtokbeli részek miatt folyó perükben. 1534-ben Statileo János püspök hő szolgálatai jutalmaként gyalui udvarbírájának és várnagyának: Galaczi Móré Péternek s testvéreinek: Galaczi Jánosnak, Lászlónak és Kristófnak adományozta kóródi birtokrészeit. 1539-ben Galaczi Móré Péter felesége volt Petronella, másként Dorottya. E Péter kóródi birtokrészét Máté magister erdélyi ítélőmesternek adta.
A trianoni békeszerződés előtt Hunyad vármegye Puji járásához tartozott. 1910-ben 676 lakosából 651 román, 20 magyar volt. Ebből 462 görögkatolikus, 192 görögkeleti ortodox, 9 római katolikus, 9 izraelita volt.